# Temnothorax archangelskiji
Temnothorax archangelskiji is een mierensoort uit de onderfamilie van de Myrmicinae. De wetenschappelijke naam van de soort is voor het eerst geldig gepubliceerd in 1926 door Kuznetsov-Ugamsky.